# موزه تاریخ طبیعی سوئد
موزه تاریخ طبیعی سوئد (سوئدی: Naturhistoriska riksmuseet </link> به معنای واقعی کلمه، موزه ملی تاریخ طبیعی)، در استکهلم، یکی از دو موزه بزرگ تاریخ طبیعی در سوئد و دیگری در گوتنبرگ واقع شده‌است.
این موزه در سال ۱۸۱۹ توسط فرهنگستان علوم پادشاهی سوئد بنیان‌گذاری شد، اما به مجموعه‌هایی بازمی‌گردد که عمدتاً از طریق کمک‌های مالی آکادمی از زمان تأسیس آن در سال ۱۷۳۹ به دست آمده‌است. این مجموعه‌ها برای نخستین بار در سال ۱۷۸۶ در دسترس عموم قرار گرفت. این موزه در سال ۱۹۶۵ از آکادمی جدا شد.

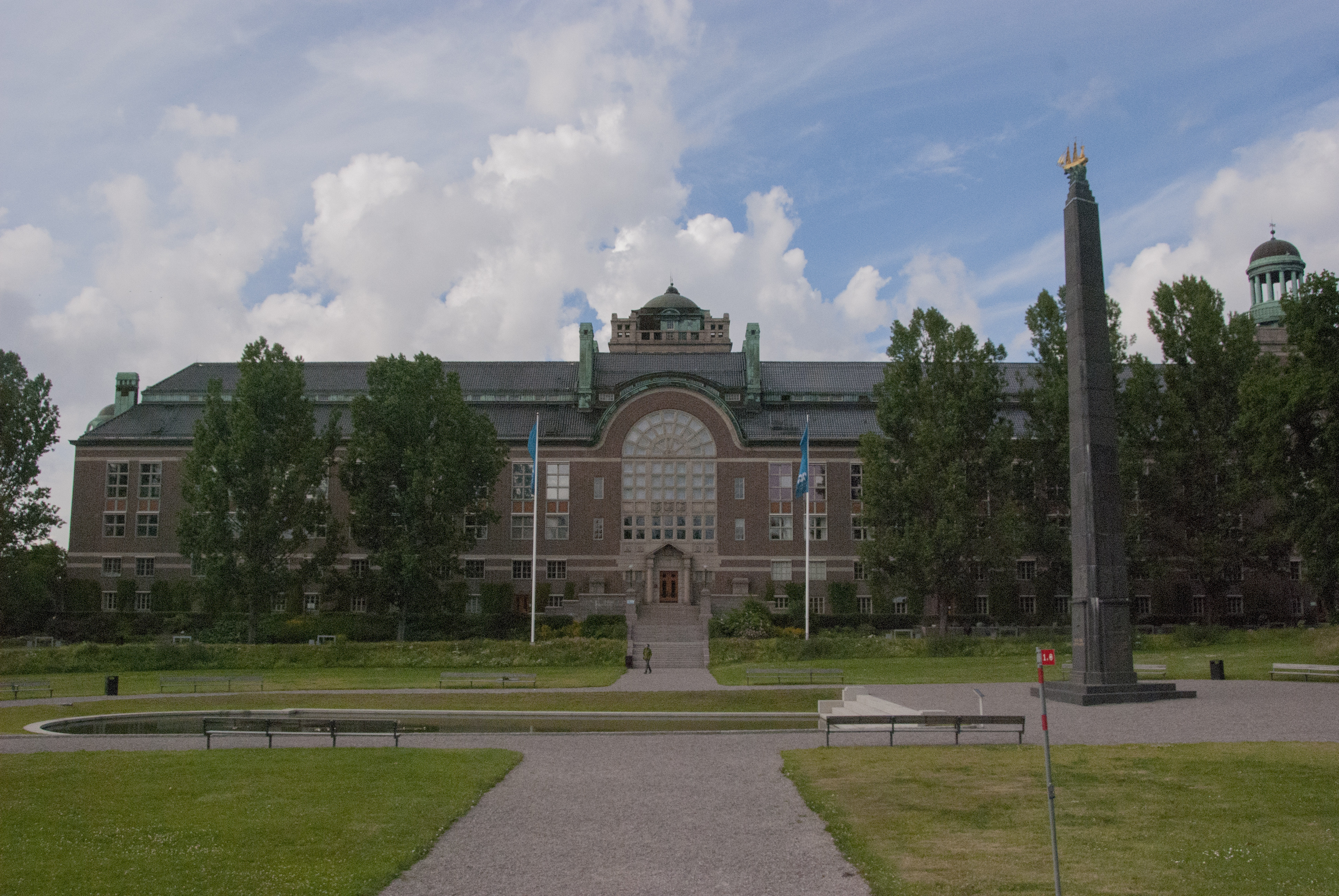
ورودی کناری موزه تاریخ طبیعی سوئد

کد Index Herbariorum اختصاص داده‌شده به این موزه S است و هنگام استناد به نمونه‌های نگهداری‌شده استفاده می‌شود.